# Motril CF
Motril CF was een Spaanse voetbalclub. De club bestond van 1984 tot 2012 en speelde in die periode zes seizoenen in de Segunda División B. In 2002 miste de club op een haar na de promotie naar de Segunda División A.

## Historie
Motril CF werd opgericht in 1984. Na amper vier jaar klom de club vanuit de regionale divisies op tot de Tercera División. Na vijf seizoenen zakte de club terug naar het regionele niveau, maar dat duurde amper twee seizoenen. Ditmaal was de weg naar boven ingezet: na twee seizoenen in de Tercera División promoveerde de club in 1997 naar de Segunda División B.
In het seizoen 2001/02 werd de club eerste in haar reeks in de Segunda División B (met hetzelfde aantal punten dan AD Ceuta, en qua doelpuntensaldo met slechts één doelpunt meer). In de promotie-playoffs werd Motril in een groep ingedeeld met CE L'Hospitalet, Cultural Leonesa en Getafe CF. Motril eindigde tweede in haar groep met 8 op 18, Getafe (dat in de reguliere competitie pas vijfde was geëindigd) werd groepswinnaar met 12 punten en promoveerde.
Na de gemiste promotie was de neerwaartse spiraal ingezet voor Motril. Nadat het in 2002 nog eerste was geëindigd, eindigde het in het seizoen 2002/03 laatste in haar groep. De club speelde daarna nog negen seizoenen onafgebroken in de Tercera División. Het plaatste zich daarin vijf keer voor de eindronde voor promotie, maar promotie naar het derde niveau zat er nooit meer in. In juli 2012 hield het team vanwege financiële problemen op te bestaan. In datzelfde jaar werd met CF Motril een opvolger voor de club opgericht.

## Resultaten
| Seizoen | №  | Clubs | Divisie                   | Duels | Winst | Gelijk | Verlies | Doelsaldo | Punten |
| ------- | -- | ----- | ------------------------- | ----- | ----- | ------ | ------- | --------- | ------ |
| 1988/89 | 8  | 21    | Tercera División          | 40    | 18    | 11     | 11      | 45–39     | 47     |
| 1989/90 | 9  | 20    | Tercera División          | 38    | 14    | 9      | 15      | 40–44     | 37     |
| 1990/91 | 5  | 20    | Tercera División          | 38    | 17    | 12     | 9       | 64–39     | 46     |
| 1991/92 | 8  | 20    | Tercera División          | 36    | 15    | 8      | 13      | 46–47     | 38     |
| 1992/93 | 19 | 20    | Tercera División          | 38    | 2     | 9      | 27      | 18–69     | 13     |
| 1993/94 |    |       | Primera División Andaluza |       |       |        |         |           |        |
| 1994/95 |    |       | Primera División Andaluza |       |       |        |         |           |        |
| 1995/96 | 4  | 20    | Tercera División          | 38    | 20    | 13     | 5       | 55–30     | 73     |
| 1996/97 | 1  | 21    | Tercera División          | 40    | 24    | 10     | 6       | 77–26     | 82     |
| 1997/98 | 16 | 20    | Segunda División B        | 38    | 11    | 11     | 16      | 34–54     | 44     |
| 1998/99 | 10 | 20    | Segunda División B        | 38    | 15    | 10     | 13      | 38–36     | 55     |
| 1999/00 | 10 | 20    | Segunda División B        | 38    | 15    | 8      | 15      | 50–44     | 53     |
| 2000/01 | 15 | 20    | Segunda División B        | 36    | 10    | 12     | 14      | 30–39     | 42     |
| 2001/02 | 1  | 20    | Segunda División B        | 38    | 23    | 8      | 7       | 55–29     | 77     |
| 2002/03 | 20 | 20    | Segunda División B        | 38    | 4     | 10     | 24      | 32–73     | 22     |
| 2003/04 | 2  | 21    | Tercera División          | 40    | 22    | 11     | 7       | 65–48     | 77     |
| 2004/05 | 8  | 20    | Tercera División          | 38    | 12    | 13     | 13      | 35–35     | 49     |
| 2005/06 | 3  | 20    | Tercera División          | 38    | 22    | 11     | 5       | 77–27     | 77     |
| 2006/07 | 4  | 20    | Tercera División          | 38    | 21    | 4      | 13      | 69–39     | 67     |
| 2007/08 | 9  | 21    | Tercera División          | 40    | 17    | 7      | 16      | 59–61     | 58     |
| 2008/09 | 3  | 21    | Tercera División          | 38    | 22    | 12     | 4       | 73–38     | 78     |
| 2009/10 | 2  | 20    | Tercera División          | 36    | 18    | 12     | 6       | 54–24     | 66     |
| 2010/11 | 8  | 20    | Tercera División          | 38    | 15    | 13     | 10      | 50–33     | 58     |
| 2011/12 | 15 | 21    | Tercera División          | 40    | 13    | 8      | 19      | 51–47     | 47     |

## Bekende (ex-)spelers
- Armando Lozano
- Elvis Onyema
- Luis Rubiales